# Conseiller d'État (France)
Pour les autres articles nationaux ou selon les autres juridictions, voir Conseiller d'État.
 (novembre 2020).
Si vous disposez d'ouvrages ou d'articles de référence ou si vous connaissez des sites web de qualité traitant du thème abordé ici, merci de compléter l'article en donnant les références utiles à sa vérifiabilité et en les liant à la section « Notes et références ».
Le titre de conseiller d'État a été et demeure porté, en France, par de hauts fonctionnaires à la charnière politique et administrative française.

## Sous l'Ancien Régime

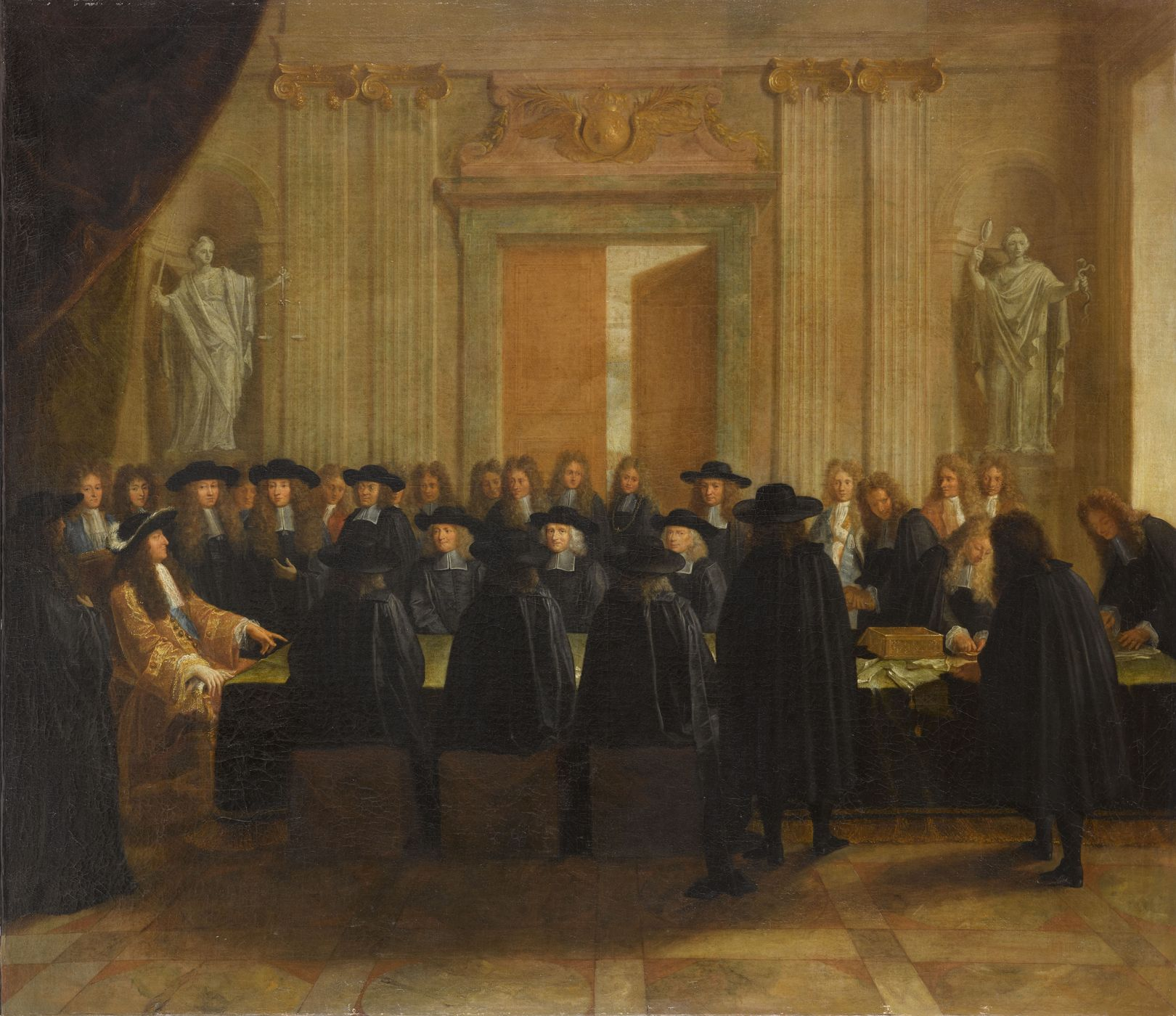
Louis XIV tenant les sceaux en présence des conseillers d'État et des maîtres des Requêtes, huile sur toile anonyme, musée national du château de Versailles, XVIIe siècle.

Les conseillers d'État étaient parmi les plus hauts dignitaires de la monarchie française. Au nombre de trente en 1673 — trois d'Église, trois d'épée et vingt-quatre de robe — ils étaient quarante-deux en 1789 : vingt-cinq conseillers ordinaires, seize qui exerçaient par semestres et le doyen des doyens des maîtres des requêtes. L'étiquette leur attribuait de très grands honneurs : ils étaient juste en dessous des princes du sang, des cardinaux et des ducs et pairs. La rémunération était modeste — entre 3 300 et 5 100 livres par an selon l'ancienneté — mais pouvait être majorée des pensions ou des vacations en raison de l'assistance à des commissions de finances, pouvant aller jusqu'à 4 000 livres annuelles.
Ils étaient des commissaires, nommés par le Roi par lettres patentes, dans une charge de dignité qui anoblissait immédiatement son titulaire s'il n'était déjà noble avant d'y être nommé. Cette dignité consistait, selon Michel Antoine, en « une destination à être consulté sur quelque matière et en quelque occasion que le Roi le juge à propos ».
Aucune condition d'âge n'était posée : si le Roi nommait en général des hommes expérimentés, le marquis d'Argenson fut nommé conseiller d'État à vingt-quatre ans et son frère cadet le comte d'Argenson à vingt-deux.
Les conseillers d'État d'épée étaient des gentilshommes de naissance distinguée qui avaient servi dans l'armée ou dans la diplomatie.
Les conseillers d'État de robe étaient choisis dans la proportion des 9/10e parmi les maîtres des requêtes, le restant étant pris parmi les magistrats des cours supérieures. Souvent, ils avaient été intendants au préalable.
Les conseillers d'État cumulaient souvent cette fonction avec celle qu'ils exerçaient lors de leur nomination (ambassadeur, premier président de cour supérieure, etc.). Ceci affectait naturellement l'assiduité des intéressés dans les Conseils.
Tous les conseillers d'État siégeaient de droit au Conseil privé ou Conseil des parties. Certains appartenaient à des Conseils de gouvernement. La plupart étaient appelés à rapporter devant le Conseil sur des affaires dont l'étude leur était confiée. En fait ils remplissaient les fonctions qui sont devenues celles des membres du Conseil d'État et de juges à la Cour de cassation.

## Après la Révolution
Les conseillers d'État sont des hauts fonctionnaires appartenant au Conseil d'État.
Conseiller d'État est l'un des grades du corps des membres du Conseil d'État qui en comporte six : auditeur de 2e classe, auditeur de 1re classe, maître des requêtes, conseiller d'État, président de section et vice-président. La rémunération indiciaire, hors primes, d'un auditeur débutant est de 2 800 euros et celle d'un conseiller d'État, dernier échelon, est de 9 500 euros.
La Constitution de la Cinquième république, dans son article 13, place les conseillers d'État au premier rang des hauts fonctionnaires nommés par décret du président de la République en Conseil des ministres : « Les conseillers d’État, le grand chancelier de la Légion d'honneur, les ambassadeurs et envoyés extraordinaires, les conseillers maîtres à la Cour des comptes, les préfets, les représentants de l’État dans les collectivités d'outre-mer régies par l'article 74 et en Nouvelle-Calédonie, les officiers généraux, les recteurs des académies, les directeurs des administrations centrales, sont nommés en Conseil des ministres ».

### Membres du Conseil d'État auXXIesiècle
Parmi les membres du Conseil d'État en fonction à l'époque contemporaine, on note :
- Martine Aubry, conseillère d'État, ancienne ministre ;
- Michel Barnier, conseiller d'État, Premier ministre, ancien député, ancien sénateur, ancien commissaire européen ;
- Édouard Balladur, conseiller d'État, Premier ministre, ancien député ;
- Philippe Bas, conseiller d'État, membre du Conseil constitutionnel, ancien ministre, ancien sénateur ;
- Christophe Chantepy, conseiller d'État, président de la section du contentieux, ancien diplomate ;
- Renaud Denoix de Saint Marc, vice-président honoraire du Conseil d'État, ancien secrétaire général du Gouvernement ;
- Laurent Fabius, maître des requêtes au Conseil d'État, Premier ministre, ancien président du Conseil constitutionnel, ancien président de l'Assemblée nationale ;
- Marc Guillaume, conseiller d'État, ancien secrétaire général du gouvernement ;
- Martin Hirsch, conseiller d'État, ancien haut-commissaire aux solidarités actives contre la pauvreté ;
- Marc Lambron, conseiller d'État, membre de l'Académie française ;
- Claire Landais, conseillère d'État, secrétaire générale du Gouvernement, ancienne secrétaire générale de la Défense et de la Sécurité nationale ;
- Guillaume Larrivé, conseiller d'État, ancien député, ancien conseiller du président de la République ;
- Bruno Lasserre, vice-président honoraire du Conseil d'État ;
- Noëlle Lenoir, conseillère d'État, ancienne ministre, ancienne membre du Conseil constitutionnel ;
- Emmanuelle Mignon, conseillère d'État, ancienne directrice du cabinet du président de la République ;
- Patrick Pailloux, conseiller d'État, directeur du cabinet civil et militaire du ministre des Armées ;
- Camille Pascal, conseiller d'État, ancien conseiller du président de la République ;
- Valérie Pécresse, maître des requêtes au Conseil d'État, ancienne ministre, ancienne députée ;
- Édouard Philippe, maître des requêtes au Conseil d'État, Premier ministre, ancien député ;
- Jean-Marc Sauvé, vice-président honoraire du Conseil d'État, ancien secrétaire général du Gouvernement ;
- François Seners, conseiller d'État, membre du Conseil constitutionnel ;
- Didier Tabuteau, vice-président du Conseil d'État ;
- Éric Thiers, conseiller d'État, conseiller spécial du Premier ministre ;
- Marisol Touraine, conseillère d'État, ancienne ministre, ancienne députée ;
- Thierry Tuot, président de section au Conseil d'État ;
- Christian Vigouroux, conseiller d'État, ancien président de la section du rapport et des études ;
- Laurent Wauquiez, maître des requêtes au Conseil d'État, député, ancien ministre.